# Lista de índices de liberdade
Este artigo contém uma lista de índices de liberdade produzidos por várias organizações não governamentais que publicam e mantêm avaliações da situação de liberdade no mundo, de acordo com suas próprias definições variadas do termo, e classificam os países como livres, parcialmente livres ou não livres usando várias medidas de liberdade, incluindo liberdades civis, direitos políticos e direitos econômicos.

## Índices mais conhecidos
- Índice de Liberdade Econômica do Mundo (em inglês:  Economic Freedom of the World) é um relatório publicado pela organização canadense Fraser Institute em conjunção com a Economic Freedom Network, um grupo de institutos educacionais e de pesquisa independentes em 90 nações e territórios em todo o mundo. Trata-se de um índice numérico e seus resultados não estão atualmente incluídos na tabela abaixo.
- Índice de Liberdade de Imprensa é publicado a cada ano desde 2002 (exceto o de 2011 que foi combinado com o de 2012) pela organização francesa Repórteres sem Fronteiras. Os paises são avaliados como tendo uma "boa situação", uma "situação satisfatória", "problemas notáveis", uma "situação difícil", ou uma "situação muito séria".[1]
- Liberdade no Mundo (em inglês:  Freedom in the World) publicado a cada ano desde 1972 pela Freedom House sediada nos EUA (que recebe aproximadamente 66% de seu orçamento do governo dos EUA),[2] classifica os países por direitos políticos e liberdades civis que são derivados em grande parte da Declaração Universal dos Direitos Humanos. Os países são avaliados como "livres", "parcialmente livres", ou "não livres".[3]
- Freedom of the Press (em português:  Liberdade de Imprensa) é publicado anualmente desde 1980 pela Freedom House.
- Índice de Liberdade Econômica é um relatório anual publicado pelo The Wall Street Journal e pela Heritage Foundation com sede nos EUA. Os países são avaliados como "livres", "majoritariamente livres", "moderadamente livres" e "repressivos".[4]
- Índice de Liberdade no Mundo (em inglês:  Index of Freedom in the World) (também conhecido como Freedom Index, Worldwide Index of Human Freedom) é um índice que mede as liberdades civis clássicas, e é publicado pelo Fraser Institute, do Canadá, pelo Instituto Liberales, da Alemanha e pelo Instituto Cato, dos EUA.[5] Não está incluído atualmente na tabela abaixo.
- CIRI Human Rights Data Project mede uma série de direitos humanos, civis, das mulheres e dos trabalhadores.[6] Ele é organizado agora pela Universidade de Connecticut. Foi criado em 1994.[7] No seu relatório de 2011, os EUA foi classificado na posição 38 em direitos humanos no geral.[8]
- Índice de Democracia, publicado pela Economist Intelligence Unit, com sede no Reino Unido, é uma avaliação da democracia dos países. Os países são classificados em "Democracias Plenas", "Democracias Falhas", "Regimes Híbridos", ou "Regimes Autoritários". Democracias plenas, democracias falhas e regimes hibridos são considerados como democracias, e as nações autoritárias são consideradas ditatoriais. A classificação do índice baseia-se em: liberdades civis, conduta de eleições, liberdade de mídia, participação, opinião pública, governo funcional, corrupção e estabilidade.[9]
- Índice Mundial de Liberdade Moral (em inglês: World Index of Moral Freedom) é um relatório bianual que indica a liberdade dos seres humanos com relação a restrições morais impostas pelo Estado. O relatório é elaborado e publicado pela Fundação pelo Avanço da Liberdade, um think-tank libertário com sede em Madrid, Espanha. O relatório leva em consideração questões religiosas, bioéticas, sexuais, de liberdade para o consumo e comercialização de drogas, de gênero e família. [10]
- A Série de dados Polity, com sede nos EUA, é uma série de dados amplamente usada em pesquisas de ciência política. Ela contém informações anuais codificadas sobre as caracteristicas da autoridade do regime e as transições para todos os estados independentes com população total maior do que 500.000 e cobre os anos de 1800 a 2006. As conclusões da Polity sobre o nível de democracia de um estado são baseadas na avaliação de competitividade, transparência e do nível de participação das eleições. Dados desta série não estão incluídos na tabela abaixo. O trabalho da Polity é patrocinado pelo Political Instability Task Force (PITF) que é financiado pela CIA. Contudo, as ideias expressas nos relatórios são somente dos seus autores e não representam as opiniões do governo dos EUA.

## Avaliações atuais
Aqui se encontra uma tabela das avaliações de cada índice para a maioria dos países do mundo. Para classificações exatas ao invés das avaliações, consulte os artigos individuais de cada índice.

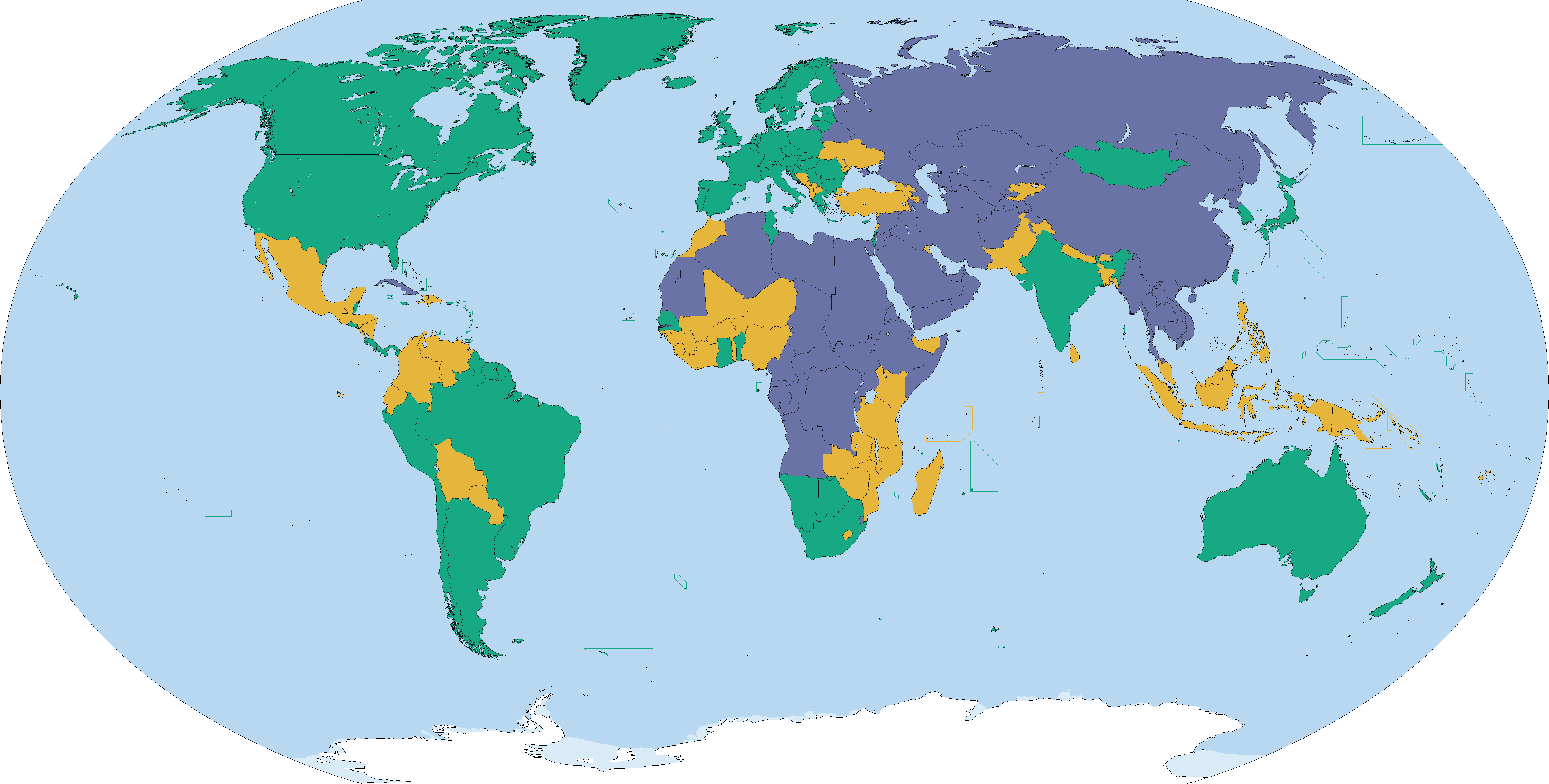
Liberdade no Mundo 2016, relativo à situação da liberdade do mundo em 2016.
Livre (86)
Parcialmente Livre (59)
Não Livre (50)Fonte: Freedom House

Índice de Liberdade Econômica 2014.
Fonte: Heritage Foundation e Wall Street Journal

Índice de Liberdade de Imprensa 2014.
Situação muito séria
Situação difícil
Problemas notáveis
Situação satisfatória
Situação
boa
Não classificado / Sem dados
Fonte: Repórteres sem Fronteiras

| Situação muito séria Situação difícil Problemas notáveis | Situação satisfatória Situação boa Não classificado / Sem dados |

| Índice                          | Escala       | Escala       | Escala       | Escala       | Escala       | Escala       | Escala       | Escala       | Escala       | Escala       | Escala       | Escala       | Escala                 | Escala                 | Escala                 | Escala                 | Escala                 | Escala                 | Escala                 | Escala                 | Escala                 | Escala                 | Escala                 | Escala                 | Escala              | Escala              | Escala              | Escala              | Escala              | Escala              | Escala              | Escala              | Escala              | Escala              | Escala              | Escala              | Escala                     | Escala                     | Escala                     | Escala                     | Escala                     | Escala                     | Escala                     | Escala                     | Escala                     | Escala                     | Escala                     | Escala                     | Escala               | Escala               | Escala               | Escala               | Escala               | Escala               | Escala               | Escala               | Escala               | Escala               | Escala               | Escala               |
| ------------------------------- | ------------ | ------------ | ------------ | ------------ | ------------ | ------------ | ------------ | ------------ | ------------ | ------------ | ------------ | ------------ | ---------------------- | ---------------------- | ---------------------- | ---------------------- | ---------------------- | ---------------------- | ---------------------- | ---------------------- | ---------------------- | ---------------------- | ---------------------- | ---------------------- | ------------------- | ------------------- | ------------------- | ------------------- | ------------------- | ------------------- | ------------------- | ------------------- | ------------------- | ------------------- | ------------------- | ------------------- | -------------------------- | -------------------------- | -------------------------- | -------------------------- | -------------------------- | -------------------------- | -------------------------- | -------------------------- | -------------------------- | -------------------------- | -------------------------- | -------------------------- | -------------------- | -------------------- | -------------------- | -------------------- | -------------------- | -------------------- | -------------------- | -------------------- | -------------------- | -------------------- | -------------------- | -------------------- |
| Liberdade no Mundo              | livre        | livre        | livre        | livre        | livre        | livre        | livre        | livre        | livre        | livre        | livre        | livre        | livre                  | livre                  | livre                  | livre                  | livre                  | livre                  | livre                  | livre                  | parcialmente livre     | parcialmente livre     | parcialmente livre     | parcialmente livre     | parcialmente livre  | parcialmente livre  | parcialmente livre  | parcialmente livre  | parcialmente livre  | parcialmente livre  | parcialmente livre  | parcialmente livre  | parcialmente livre  | parcialmente livre  | parcialmente livre  | parcialmente livre  | parcialmente livre         | parcialmente livre         | parcialmente livre         | parcialmente livre         | não livre                  | não livre                  | não livre                  | não livre                  | não livre                  | não livre                  | não livre                  | não livre                  | não livre            | não livre            | não livre            | não livre            | não livre            | não livre            | não livre            | não livre            | não livre            | não livre            | não livre            | não livre            |
| Índice de Liberdade Econômica   | livre        | livre        | livre        | livre        | livre        | livre        | livre        | livre        | livre        | livre        | livre        | livre        | majoritariamente livre | majoritariamente livre | majoritariamente livre | majoritariamente livre | majoritariamente livre | majoritariamente livre | majoritariamente livre | majoritariamente livre | majoritariamente livre | majoritariamente livre | majoritariamente livre | majoritariamente livre | moderadamente livre | moderadamente livre | moderadamente livre | moderadamente livre | moderadamente livre | moderadamente livre | moderadamente livre | moderadamente livre | moderadamente livre | moderadamente livre | moderadamente livre | moderadamente livre | majoritariamente não livre | majoritariamente não livre | majoritariamente não livre | majoritariamente não livre | majoritariamente não livre | majoritariamente não livre | majoritariamente não livre | majoritariamente não livre | majoritariamente não livre | majoritariamente não livre | majoritariamente não livre | majoritariamente não livre | repressivos          | repressivos          | repressivos          | repressivos          | repressivos          | repressivos          | repressivos          | repressivos          | repressivos          | repressivos          | repressivos          | repressivos          |
| Índice de Liberdade de Imprensa | situação boa | situação boa | situação boa | situação boa | situação boa | situação boa | situação boa | situação boa | situação boa | situação boa | situação boa | situação boa | situação satisfatória  | situação satisfatória  | situação satisfatória  | situação satisfatória  | situação satisfatória  | situação satisfatória  | situação satisfatória  | situação satisfatória  | situação satisfatória  | situação satisfatória  | situação satisfatória  | situação satisfatória  | problemas notáveis  | problemas notáveis  | problemas notáveis  | problemas notáveis  | problemas notáveis  | problemas notáveis  | problemas notáveis  | problemas notáveis  | problemas notáveis  | problemas notáveis  | problemas notáveis  | problemas notáveis  | situação difícil           | situação difícil           | situação difícil           | situação difícil           | situação difícil           | situação difícil           | situação difícil           | situação difícil           | situação difícil           | situação difícil           | situação difícil           | situação difícil           | situação muito séria | situação muito séria | situação muito séria | situação muito séria | situação muito séria | situação muito séria | situação muito séria | situação muito séria | situação muito séria | situação muito séria | situação muito séria | situação muito séria |

## Lista por país
| País                            | Liberdade no Mundo 2014 | Índice de Liberdade Econômica 2014 | Índice de Liberdade de Imprensa 2014 |
| ------------------------------- | ----------------------- | ---------------------------------- | ------------------------------------ |
| Afeganistão                     | não livre               | n/a                                | situação difícil                     |
| Albânia                         | parcialmente livre      | moderadamente livre                | problemas notáveis                   |
| Argélia                         | não livre               | majoritariamente não livre         | situação difícil                     |
| Andorra                         | livre                   | n/a                                | situação boa                         |
| Angola                          | não livre               | repressivo                         | situação difícil                     |
| Anguila                         | n/a                     | n/a                                | situação satisfatória                |
| Antígua e Barbuda               | livre                   | n/a                                | situação satisfatória                |
| Argentina                       | livre                   | repressivo                         | problemas notáveis                   |
| Armênia                         | parcialmente livre      | moderadamente livre                | problemas notáveis                   |
| Artsaque                        | não livre               | n/a                                | n/a                                  |
| Austrália                       | livre                   | livre                              | situação satisfatória                |
| Áustria                         | livre                   | majoritariamente livre             | situação boa                         |
| Azerbaijão                      | não livre               | moderadamente livre                | situação difícil                     |
| Bahamas                         | livre                   | moderadamente livre                | situação satisfatória                |
| Bahrein                         | não livre               | majoritariamente livre             | situação muito séria                 |
| Bangladesh                      | parcialmente livre      | majoritariamente não livre         | situação difícil                     |
| Barbados                        | livre                   | moderadamente livre                | situação satisfatória                |
| Bielorrússia                    | não livre               | majoritariamente não livre         | situação difícil                     |
| Bélgica                         | livre                   | moderadamente livre                | situação boa                         |
| Belize                          | livre                   | majoritariamente não livre         | situação satisfatória                |
| Benim                           | livre                   | majoritariamente não livre         | problemas notáveis                   |
| Butão                           | parcialmente livre      | majoritariamente não livre         | problemas notáveis                   |
| Bolívia                         | parcialmente livre      | repressivo                         | problemas notáveis                   |
| Bósnia e Herzegovina            | parcialmente livre      | majoritariamente não livre         | problemas notáveis                   |
| Botswana                        | livre                   | majoritariamente livre             | situação satisfatória                |
| Brasil                          | livre                   | majoritariamente não livre         | problemas notáveis                   |
| Ilhas Virgens Britânicas        | n/a                     | n/a                                | situação satisfatória                |
| Brunei                          | não livre               | moderadamente livre                | situação difícil                     |
| Bulgária                        | livre                   | moderadamente livre                | problemas notáveis                   |
| Burquina Fasso                  | parcialmente livre      | majoritariamente não livre         | situação satisfatória                |
| Myanmar                         | não livre               | repressivo                         | situação difícil                     |
| Burundi                         | parcialmente livre      | majoritariamente não livre         | situação difícil                     |
| Camboja                         | não livre               | majoritariamente não livre         | situação difícil                     |
| Camarões                        | não livre               | majoritariamente não livre         | situação difícil                     |
| Canadá                          | livre                   | livre                              | situação boa                         |
| Cabo Verde                      | livre                   | moderadamente livre                | situação satisfatória                |
| República Centro-Africana       | não livre               | repressivo                         | problemas notáveis                   |
| Chade                           | não livre               | repressivo                         | situação difícil                     |
| Chile                           | livre                   | majoritariamente livre             | problemas notáveis                   |
| China                           | não livre               | majoritariamente não livre         | situação muito séria                 |
| Colômbia                        | parcialmente livre      | majoritariamente livre             | situação difícil                     |
| Comores                         | parcialmente livre      | majoritariamente não livre         | situação satisfatória                |
| Costa Rica                      | livre                   | moderadamente livre                | situação boa                         |
| República do Congo              | não livre               | repressivo                         | situação difícil                     |
| República Democrática do Congo  | não livre               | repressivo                         | problemas notáveis                   |
| Croácia                         | livre                   | moderadamente livre                | problemas notáveis                   |
| Cuba                            | não livre               | repressivo                         | situação muito séria                 |
| Chipre                          | livre                   | moderadamente livre                | situação satisfatória                |
| Chéquia                         | livre                   | majoritariamente livre             | situação boa                         |
| Dinamarca                       | livre                   | majoritariamente livre             | situação boa                         |
| Djibuti                         | não livre               | majoritariamente não livre         | situação muito séria                 |
| Dominica                        | livre                   | moderadamente livre                | situação satisfatória                |
| República Dominicana            | livre                   | moderadamente livre                | problemas notáveis                   |
| Timor-Leste                     | parcialmente livre      | repressivo                         | problemas notáveis                   |
| Equador                         | parcialmente livre      | repressivo                         | problemas notáveis                   |
| Egito                           | não livre               | majoritariamente não livre         | situação difícil                     |
| El Salvador                     | livre                   | moderadamente livre                | situação satisfatória                |
| Guiné Equatorial                | não livre               | repressivo                         | situação muito séria                 |
| Eritreia                        | não livre               | repressivo                         | situação muito séria                 |
| Estónia                         | livre                   | majoritariamente livre             | situação boa                         |
| Etiópia                         | não livre               | majoritariamente não livre         | situação difícil                     |
| Fiji                            | parcialmente livre      | majoritariamente não livre         | problemas notáveis                   |
| Finlândia                       | livre                   | majoritariamente livre             | situação boa                         |
| França                          | livre                   | moderadamente livre                | situação satisfatória                |
| Guiana Francesa                 | livre                   | moderadamente livre                | situação satisfatória                |
| Gabão                           | não livre               | majoritariamente não livre         | problemas notáveis                   |
| Gâmbia                          | não livre               | majoritariamente não livre         | situação difícil                     |
| Faixa de Gaza                   | não livre               | n/a                                | situação difícil                     |
| Geórgia                         | parcialmente livre      | majoritariamente livre             | problemas notáveis                   |
| Alemanha                        | livre                   | majoritariamente livre             | situação boa                         |
| Gana                            | livre                   | moderadamente livre                | situação satisfatória                |
| Grécia                          | livre                   | majoritariamente não livre         | problemas notáveis                   |
| Granada                         | livre                   | n/a                                | situação satisfatória                |
| Guatemala                       | parcialmente livre      | moderadamente livre                | situação difícil                     |
| Guiné                           | parcialmente livre      | majoritariamente não livre         | problemas notáveis                   |
| Guiné-Bissau                    | não livre               | majoritariamente não livre         | problemas notáveis                   |
| Guiana                          | livre                   | majoritariamente não livre         | problemas notáveis                   |
| Haiti                           | parcialmente livre      | repressivo                         | situação satisfatória                |
| Honduras                        | parcialmente livre      | majoritariamente não livre         | situação difícil                     |
| Hong Kong                       | parcialmente livre      | livre                              | problemas notáveis                   |
| Hungria                         | livre                   | moderadamente livre                | problemas notáveis                   |
| Islândia                        | livre                   | majoritariamente livre             | situação boa                         |
| Índia                           | livre                   | majoritariamente não livre         | situação difícil                     |
| Indonésia                       | parcialmente livre      | majoritariamente não livre         | situação difícil                     |
| Irão                            | não livre               | repressivo                         | situação muito séria                 |
| Iraque                          | não livre               | n/a                                | situação difícil                     |
| Irlanda                         | livre                   | majoritariamente livre             | situação boa                         |
| Israel                          | livre                   | moderadamente livre                | problemas notáveis                   |
| Itália                          | livre                   | moderadamente livre                | situação satisfatória                |
| Costa do Marfim                 | parcialmente livre      | majoritariamente não livre         | problemas notáveis                   |
| Jamaica                         | livre                   | moderadamente livre                | situação boa                         |
| Japão                           | livre                   | majoritariamente livre             | problemas notáveis                   |
| Jordânia                        | não livre               | moderadamente livre                | situação difícil                     |
| Kashmir                         | parcialmente livre      | n/a                                | situação difícil                     |
| Kashmir                         | não livre               | n/a                                | situação difícil                     |
| Cazaquistão                     | não livre               | moderadamente livre                | situação difícil                     |
| Quênia                          | parcialmente livre      | majoritariamente não livre         | problemas notáveis                   |
| Kiribati                        | livre                   | repressivo                         | situação satisfatória                |
| Coreia do Norte                 | não livre               | repressivo                         | situação muito séria                 |
| Coreia do Sul                   | livre                   | majoritariamente livre             | problemas notáveis                   |
| Kosovo                          | parcialmente livre      | n/a                                | problemas notáveis                   |
| Kuwait                          | parcialmente livre      | moderadamente livre                | problemas notáveis                   |
| Quirguistão                     | parcialmente livre      | moderadamente livre                | problemas notáveis                   |
| Laos                            | não livre               | majoritariamente não livre         | situação muito séria                 |
| Letônia                         | livre                   | moderadamente livre                | situação satisfatória                |
| Líbano                          | parcialmente livre      | majoritariamente não livre         | problemas notáveis                   |
| Lesoto                          | livre                   | repressivo                         | problemas notáveis                   |
| Libéria                         | parcialmente livre      | majoritariamente não livre         | problemas notáveis                   |
| Líbia                           | parcialmente livre      | n/a                                | situação difícil                     |
| Liechtenstein                   | livre                   | n/a                                | situação boa                         |
| Lituânia                        | livre                   | majoritariamente livre             | situação satisfatória                |
| Luxemburgo                      | livre                   | majoritariamente livre             | situação boa                         |
| Macau                           | n/a                     | majoritariamente livre             | problemas notáveis                   |
| Macedônia do Norte              | parcialmente livre      | moderadamente livre                | situação difícil                     |
| Madagáscar                      | parcialmente livre      | moderadamente livre                | problemas notáveis                   |
| Malawi                          | parcialmente livre      | majoritariamente não livre         | problemas notáveis                   |
| Malásia                         | parcialmente livre      | moderadamente livre                | situação difícil                     |
| Maldivas                        | parcialmente livre      | majoritariamente não livre         | problemas notáveis                   |
| Mali                            | parcialmente livre      | majoritariamente não livre         | situação difícil                     |
| Malta                           | livre                   | moderadamente livre                | situação satisfatória                |
| Ilhas Marshall                  | livre                   | n/a                                | situação satisfatória                |
| Mauritânia                      | parcialmente livre      | majoritariamente não livre         | problemas notáveis                   |
| Ilhas Maurícias                 | livre                   | majoritariamente livre             | problemas notáveis                   |
| México                          | parcialmente livre      | moderadamente livre                | situação difícil                     |
| Estados Federados da Micronésia | livre                   | repressivo                         | situação satisfatória                |
| Moldávia                        | parcialmente livre      | majoritariamente não livre         | problemas notáveis                   |
| Mónaco                          | livre                   | n/a                                | situação satisfatória                |
| Mongólia                        | livre                   | majoritariamente não livre         | problemas notáveis                   |
| Monserrate                      | n/a                     | n/a                                | situação satisfatória                |
| Montenegro                      | livre                   | moderadamente livre                | situação difícil                     |
| Marrocos                        | parcialmente livre      | majoritariamente não livre         | situação difícil                     |
| Moçambique                      | parcialmente livre      | majoritariamente não livre         | problemas notáveis                   |
| Namíbia                         | livre                   | majoritariamente não livre         | situação boa                         |
| Nauru                           | livre                   | n/a                                | situação satisfatória                |
| Nepal                           | parcialmente livre      | majoritariamente não livre         | situação difícil                     |
| Países Baixos                   | livre                   | majoritariamente livre             | situação boa                         |
| Nova Caledônia                  | n/a                     | n/a                                | situação boa                         |
| Nova Zelândia                   | livre                   | livre                              | situação boa                         |
| Nicarágua                       | parcialmente livre      | majoritariamente não livre         | problemas notáveis                   |
| Níger                           | parcialmente livre      | majoritariamente não livre         | situação satisfatória                |
| Nigéria                         | parcialmente livre      | majoritariamente não livre         | situação difícil                     |
| Chipre do Norte                 | livre                   | n/a                                | problemas notáveis                   |
| Noruega                         | livre                   | majoritariamente livre             | situação boa                         |
| Omã                             | não livre               | moderadamente livre                | situação difícil                     |
| Paquistão                       | parcialmente livre      | majoritariamente não livre         | situação difícil                     |
| Palau                           | livre                   | n/a                                | situação satisfatória                |
| Palestina                       | não livre               | n/a                                | situação difícil                     |
| Panamá                          | livre                   | moderadamente livre                | problemas notáveis                   |
| Papua-Nova Guiné                | parcialmente livre      | majoritariamente não livre         | situação satisfatória                |
| Paraguai                        | parcialmente livre      | moderadamente livre                | problemas notáveis                   |
| Peru                            | livre                   | moderadamente livre                | problemas notáveis                   |
| Filipinas                       | parcialmente livre      | moderadamente livre                | situação difícil                     |
| Polónia                         | livre                   | moderadamente livre                | situação boa                         |
| Portugal                        | livre                   | moderadamente livre                | situação satisfatória                |
| Porto Rico                      | livre                   | n/a                                | situação satisfatória                |
| Catar                           | não livre               | majoritariamente livre             | problemas notáveis                   |
| Roménia                         | livre                   | moderadamente livre                | situação satisfatória                |
| Rússia                          | não livre               | majoritariamente não livre         | situação difícil                     |
| Ruanda                          | não livre               | moderadamente livre                | situação muito séria                 |
| São Cristóvão e Neves           | livre                   | n/a                                | situação satisfatória                |
| Santa Lúcia                     | livre                   | majoritariamente livre             | situação satisfatória                |
| São Vicente e Granadinas        | livre                   | moderadamente livre                | situação satisfatória                |
| Samoa                           | livre                   | moderadamente livre                | situação satisfatória                |
| San Marino                      | livre                   | n/a                                | situação satisfatória                |
| São Tomé e Príncipe             | livre                   | repressivo                         | situação satisfatória                |
| Arábia Saudita                  | não livre               | moderadamente livre                | situação muito séria                 |
| Senegal                         | livre                   | majoritariamente não livre         | problemas notáveis                   |
| Sérvia                          | livre                   | majoritariamente não livre         | problemas notáveis                   |
| Seicheles                       | parcialmente livre      | majoritariamente não livre         | problemas notáveis                   |
| Serra Leoa                      | parcialmente livre      | majoritariamente não livre         | problemas notáveis                   |
| Singapura                       | parcialmente livre      | livre                              | situação difícil                     |
| Eslováquia                      | livre                   | moderadamente livre                | situação boa                         |
| Eslovênia                       | livre                   | moderadamente livre                | situação satisfatória                |
| Ilhas Salomão                   | parcialmente livre      | repressivo                         | situação boa                         |
| Somália                         | não livre               | n/a                                | situação muito séria                 |
| Somalilândia                    | parcialmente livre      | n/a                                | n/a                                  |
| África do Sul                   | livre                   | moderadamente livre                | situação satisfatória                |
| Sudão do Sul                    | não livre               | n/a                                | situação difícil                     |
| Espanha                         | livre                   | moderadamente livre                | situação satisfatória                |
| Sri Lanka                       | parcialmente livre      | moderadamente livre                | situação muito séria                 |
| Sudão                           | não livre               | n/a                                | situação muito séria                 |
| Suriname                        | livre                   | majoritariamente não livre         | situação satisfatória                |
| Essuatíni                       | não livre               | moderadamente livre                | situação difícil                     |
| Suécia                          | livre                   | majoritariamente livre             | situação boa                         |
| Suíça                           | livre                   | livre                              | situação boa                         |
| Síria                           | não livre               | n/a                                | situação muito séria                 |
| Taiwan                          | livre                   | majoritariamente livre             | situação satisfatória                |
| Tajiquistão                     | não livre               | majoritariamente não livre         | situação difícil                     |
| Tanzânia                        | parcialmente livre      | majoritariamente não livre         | problemas notáveis                   |
| Tailândia                       | parcialmente livre      | moderadamente livre                | situação difícil                     |
| Tibete                          | não livre               | n/a                                | n/a                                  |
| Togo                            | parcialmente livre      | repressivo                         | problemas notáveis                   |
| Tonga                           | livre                   | majoritariamente não livre         | problemas notáveis                   |
| Transnístria                    | não livre               | n/a                                | n/a                                  |
| Trinidad e Tobago               | livre                   | moderadamente livre                | situação satisfatória                |
| Tunísia                         | parcialmente livre      | majoritariamente não livre         | situação difícil                     |
| Turquia                         | parcialmente livre      | moderadamente livre                | situação difícil                     |
| Turquemenistão                  | não livre               | repressivo                         | situação muito séria                 |
| Tuvalu                          | livre                   | n/a                                | situação satisfatória                |
| Uganda                          | parcialmente livre      | majoritariamente não livre         | problemas notáveis                   |
| Ucrânia                         | parcialmente livre      | repressivo                         | situação difícil                     |
| Emirados Árabes Unidos          | não livre               | majoritariamente livre             | situação difícil                     |
| Reino Unido                     | livre                   | majoritariamente livre             | situação satisfatória                |
| Estados Unidos                  | livre                   | majoritariamente livre             | situação satisfatória                |
| Uruguai                         | livre                   | moderadamente livre                | situação satisfatória                |
| Uzbequistão                     | não livre               | repressivo                         | situação muito séria                 |
| Vanuatu                         | livre                   | majoritariamente não livre         | situação boa                         |
| Venezuela                       | parcialmente livre      | repressivo                         | situação difícil                     |
| Vietname                        | não livre               | majoritariamente não livre         | situação muito séria                 |
| Cisjordânia                     | não livre               | n/a                                | situação difícil                     |
| Saara Ocidental                 | não livre               | n/a                                | situação difícil                     |
| Iêmen                           | não livre               | majoritariamente não livre         | situação muito séria                 |
| Zâmbia                          | parcialmente livre      | moderadamente livre                | problemas notáveis                   |
| Zimbabwe                        | não livre               | repressivo                         | situação difícil                     |